# Nhĩ Chu Vinh
Nhĩ Chu Vinh (giản thể: 尔朱荣; phồn thể: 爾朱榮; bính âm: Ěrzhū Róng, 493 -530), tên tự là Thiên Bảo (天寶), người Bắc Tú Dung, là tướng lĩnh, quyền thần nhà Bắc Ngụy thời Nam Bắc triều trong lịch sử Trung Quốc.
Ông là người dân tộc Yết, đời đời là quý tộc rất có địa vị trong bộ lạc.

## Thân thế

### Ông kị
Tổ tiên của Nhĩ Chu Vinh cư ngụ tại Nhĩ Chu Xuyên, nên mới lấy Nhĩ Chu làm họ. Họ Nhĩ Chu là một nhánh của dân tộc "Khiết Hồ" hay "Yết Hồ", có chung nguồn gốc với Thạch Lặc, Thạch Hổ nhà Hậu Triệu.
Ông kị của Nhĩ Chu Vinh là Nhĩ Chu Vũ Kiện, làm tù trưởng vào những năm đầu Bắc Ngụy Đạo Vũ Đế Thác Bạt Khuê ở ngôi (386 – 396), soái lĩnh 1700 võ sĩ Khiết Hồ, theo Thác Bạt Đảo bình định Tấn Dương, Trung Sơn… Do công tích hiển hách, Vũ Kiện được phong làm Tán kỵ thường thị, sống ở Tú Dung Xuyên, cấp cho 300 dặm vuông đất, đời đời làm gia nghiệp. Ban đầu, Thái Vũ Đế thấy Nam Tú Dung đất đai phì nhiêu, muốn đem ban cho Vũ Kiện, nhưng ông ta nói: "Nhà thần đời đời phụng sự quốc gia, được ở cạnh bệ hạ. Bắc Tú Dung thuộc về nội địa, vả lại rất gần kinh sư, thần nào dám vì đất đai phì nhiêu mà xa cách bệ hạ." Thái Vũ Đế liền đáp ứng yêu cầu của ông ta.

### Ông nội
Nhĩ Chu Vũ Kiện mất, ông cụ của Nhĩ Chu Vinh là Nhĩ Chu Úc Đức kế vị. Úc Đức mất, ông nội của Nhĩ Chu Vinh là Nhĩ Chu Đại Cần kế vị làm tù trưởng bộ lạc. Đại Cần là cậu của Kính Ai hoàng hậu của Thái Vũ Đế. Có lần cùng dân chúng bộ lạc đi săn ở trên núi, có người muốn bắn hổ, không may lại bắn nhầm vào đùi của Đại Cần, ông ta nhịn đau rút mũi tên ra, có người đề nghị truy cứu người bắn tên, Đại Cần lắc đầu không đồng ý: "Đây là do lỡ tay, sao nỡ bắt tội người ta!" mọi người nghe vậy, đều rất cảm động, nguyện vì ông ta mà ra sức. Nhờ vậy, Nhĩ Chu Đại Cần liên tiếp lập chiến công, lại là ngoại thích, nên được miễn thuế 100 năm, phong làm Lập Nghĩa tướng quân.
Đến thời Bắc Ngụy Văn Thành Đế Thác Bạt Tuấn, Đại Cần lại được phong làm Ninh Nam tướng quân, thứ sử Tứ Châu, Lương quận công. Thời Bắc Ngụy Hiếu Văn Đế Thác Bạt Hoành, Đại Cần xin về trí sĩ, Hiếu Văn Đế đáp ứng, ban cho mỗi năm 400 xúc lụa. Ông hưởng thọ 91 tuổi, sau khi mất, được Văn Đế ban cho 500 xúc lụa, 200 xúc vải, truy tặng Trấn Nam tướng quân, Tịnh Châu thứ sử, thụy hiệu là Trang. Sau này Nhĩ Chu Vinh phát tích, truy tặng ông nội làm Giả Hoàng việt, Thái sư, Tư đồ công, Lục thượng thư sự.

### Phụ thân
Cha của Nhĩ Chu Vinh là Nhĩ Chu Tân Hưng kế vị làm tù trưởng bộ lạc không lâu, tương truyền có một lần đuổi theo bầy ngựa, gặp một con rắn trắng, đầu có 2 sừng, bò ở trước ngựa của ông, trù trừ không đi. Nhĩ Chu Tân Hưng lấy làm kỳ quái, bèn khấn rằng: "Nếu ngươi là thần, hãy khiến việc chăn nuôi của tôi ngày càng phồn thịnh!" Khấn xong, rắn trắng biến mất. Không lâu sau, Nhĩ Chu Vinh ra đời, có màu da trắng trẻo hiếm có, gương mặt đẹp đẽ, mọi người đều cho rằng ông là rắn trắng đầu thai. Sau đó, việc chăn nuôi của gia tộc Nhĩ Chu ngày càng phồn thịnh, lương thực vật phẩm nhiều không đếm xuể.
Mỗi khi triều đình xuất binh đánh trận, Nhĩ Chu Tân Hưng lại đem chiến mã, lương thực trong nhà tặng cho quân đội, rất được Hiếu Văn Đế khen ngợi và tín nhiệm, được phong làm Hữu tướng quân, Quang lộc đại phu. Sau khi nhà Bắc Ngụy dời đô về Lạc Dương, Tân Hưng còn đặc biệt được cho phép mùa đông vào triều, mùa hè trở về bộ lạc. Mỗi khi vào triều, vương công quan lại tranh nhau tặng ông ta các vật phẩm quý báu, ông ta cũng tặng lại ngựa hay. Tân Hưng chuyển sang làm Tán kỵ thường thị, Bình Bắc tướng quân, Tú Dung đệ nhất lĩnh dân tù trưởng. Vào mỗi năm hai quý xuân thu, ông đều cùng với vợ con trai gái kiểm đếm đàn gia súc ở nơi có sông suối, lấy săn bắn làm vui.
Nhĩ Chu Tân Hưng hưởng thọ 47 tuổi. Bắc Ngụy Hiếu Minh Đế Nguyên Hủ truy tặng Tán kỵ thường thị, Bình Bắc tướng quân, Hằng Châu thứ sử, thụy hiệu là Giản. Sau này Nhĩ Chu Vinh truy tặng cha mình làm Thị trung, Thái sư, Tướng quốc, Tây Hà quận vương.

## Tuổi trẻ
Trong những năm Chính Quang (520 – 525), Nhĩ Chu Vinh kế vị cha mình làm tù trưởng bộ lạc, được phong làm Trực tẩm, Du kích tướng quân. Ông từ nhỏ thông minh, nhanh nhẹn, gặp việc rất quyết đoán. Khi trưởng thành, Nhĩ Chu Vinh thích săn bắn, trong cuộc săn thường sắp đặt như bày trận, hiệu lệnh nghiêm túc, không ai dám sai phạm.
Tú Dung có ba cái hồ lớn, ở trên núi cao, trong vắt mà không thấy đáy, ông từng cùng Nhĩ Chu Tân Hưng dạo chơi ở Kỳ Liên Trì, người Bắc Ngụy gọi là Thiên Trì, đột nhiên nghe được tiếng sáo tiếng trống giữa không trung. Nhĩ Chu Tân Hưng nói với con trai: "Nghe người già trong bộ lạc nói, người nào nghe được những âm thanh này, đều làm đến chức vị công phụ, ta đã già rồi, việc này sẽ ứng nghiệm với con. Hãy gắng lên."

## Sự nghiệp

### Thời loạn quật khởi, trấn áp khởi nghĩa

#### Thời loạn quật khởi
Nhĩ Chu Vinh vừa kế vị, Lục Trấn khởi nghĩa nổ ra. Khắp nơi từ Ký Châu, Tịnh Châu đến phía tây Tần, Lũng, đều có nổi dậy, như thế lửa đốt đồng, triều đình phái Đại đô đốc Lý Sùng chinh thảo, nhưng thất bại. Nhĩ Chu Vinh thừa cơ giải tán việc chăn nuôi của gia tộc, chiêu tập nghĩa dũng, cấp cho họ quần áo, chiến mã, tổ chức nên một đội quân Khiết Hồ mạnh mẽ, nắm lấy cơ hội vì triều đình mà ra sức, từng bước kiến lập bá nghiệp cho riêng mình.
Khả hãn Nhu Nhiên là A Na Khôi thừa cơ vào cướp bóc biên thùy phía bắc, triều đình hạ chiếu ban cho Nhĩ Chu Vinh cờ tiết, phong làm Quan quân tướng quân, biệt tướng, theo đô đốc Lý Sùng chinh thảo. Vinh đưa 4.000 bộ hạ đuổi theo, vào sâu trong sa mạc, không kịp mà về.

#### Trấn áp khởi nghĩa lần thứ 1
Người Hồ nương nhờ ở Tú Dung là Khất Phù Mạc Vu phá quận giết thái thú; kẻ chăn dê ở Nam Tú Dung là Vạn Tử Khất Chân, giết Thái phó khanh Lục Duyên; kẻ chăn dê ở Tịnh Châu là Tố Hòa Bà Lôn Hiểm nổi dậy, Nhĩ Chu Vinh trước sau đều đánh dẹp được. Ông dời sang làm Trực Các tướng quân, Quan quân tướng quân, vẫn làm Biệt tướng.
Người Hồ là Khất, Bộ Lạc Kiên Hồ ở Qua Châu, Lưu A Như ở Tứ Châu; người Sắc Lặc là Bắc Liệt Bộ Nhược làm phản ở Ốc Dương, Nhĩ Chu Vinh cũng diệt được.
Nhờ công lao, ông được phong làm An Bình huyện Khai quốc hầu, thực ấp 1000 hộ, còn được gia phong làm Thông trực tán kỵ thường thị.

#### Trấn áp khởi nghĩa lần thứ 2
Người Sắc Lặc là Hộc Luật Lạc Dương làm phản ở phía tây Tang Càn, cùng kẻ chăn dê là Phí Dã Đầu tạo thành thế ỷ giốc, Nhĩ Chu Vinh đưa kỵ binh đến phá Lạc Dương ở Thâm Tỉnh, đuổi Phí Dã Đầu đến Hà Tây. Triều đình thăng cho ông làm Bình Bắc tướng quân, Quang lộc đại phu, Giả An Bắc tướng quân, còn nhậm chức Bắc Đạo đô đốc. Sau đó ông nhận chức Vũ Vệ tướng quân, không lâu lại gia phong Sứ trì tiết, nhận chức An Bắc tướng quân, Đô đốc Hằng, Sóc thảo lỗ chư quân, tiến phong tước vị làm Bác Lăng quận công, tăng thực ấp thêm 500 hộ. Ngoài ra tước vị Lương quận công của Nhĩ Chu Đại Cần ngày trước, được ban cho con trai thứ hai của ông. Nhĩ Chu Vinh đưa quân đến Tứ Châu, thứ sử Úy Khánh Tân đóng cửa thành không cho ông vào. Vinh nổi giận, tấn công chiếm thành, để người chú họ là Nhĩ Chu Vũ Sanh làm thứ sử, bắt Khánh Tân về Tú Dung. Bởi vì binh uy của ông ngày càng thịnh, triều đình cũng không dám trách tội, còn phong làm Trấn Bắc tướng quân.
Năm Hiếu Xương thứ 2 (526), Tiên Vu Tu Lễ tụ tập lưu dân Bắc Trấn, khởi binh ở Định Châu, đánh bại Bắc Đạo đô đốc Trưởng Tôn Trĩ của triều đình. Nhĩ Chu Vinh dâng biểu xin được về phía đông chinh thảo, được thăng làm Chinh Đông tướng quân, Hữu Vệ tướng quân, Giả Xa Kỵ tướng quân, Đô đốc việc quân 6 châu Tịnh, Tứ, Phần, Quảng, Hằng, Vân, thăng làm Đại đô đốc, gia phong Kim tử quang lộc đại phu. Khi Đỗ Lạc Chu chiếm được Trung Sơn, hoàng đế muốn tự mình chinh thảo, lấy Vinh làm tả quân, nhưng không tiến hành. Không lâu sau, Tiên Vu Tu Lễ bị bộ hạ Nguyên Hồng Nghiệp sát hại, nhưng Hồng Nghiệp lại bị thủ hạ là Cát Vinh sát hại. Cát Vinh thu lấy tất cả bộ hạ của Tu Lễ, lại đánh bại và giết chết của Đỗ Lạc Chu, thôn tính bộ hạ của Lạc Chu. Nhĩ Chu Vinh sợ Cát Vinh tiến về phía nam bức Nghiệp Thành, dâng biểu xin đưa 3000 kỵ binh tiến về phía đông tăng viện Tương Châu, Hiếu Minh đế không cho. Ông dời sang làm Xa Kỵ tướng quân, Hữu quang lộc đại phu, còn tiến vị làm Nghi đồng tam tư.
Nhĩ Chu Vinh cho rằng mình ở phía tây nhàn hạ, còn tình thế phía đông Thái Hành Sơn chưa yên, nên dâng biểu lên triều đình xin đưa quân đến Phũ Khẩu để tổ chức phòng ngự. Ông đưa quân phía bắc giữ Mã Ấp, phía đông chẹn Tỉnh Hình, chiêu mộ nghĩa dũng, tăng cường lực lượng.

### Bàn mưu phế lập, tiến về Lạc Dương

#### Bàn mưu phế lập
Hiếu Minh Đế chán ghét gian thần Trịnh Nghiễm, Từ Hột, nhưng bản thân lại bị Linh thái hậu (Hồ thái hậu) khống chế nên không có cách nào, vì thế, vua hạ mật chiếu cho Nhĩ Chu Vinh, lệnh cho Nhĩ Chu Vinh đưa quân đến kinh sư, hòng uy hiếp Hồ thái hậu. Vinh tiếp mật chiếu, lệnh cho bộ tướng Cao Hoan làm tiền phong, đưa quân nam hạ, đến Thượng Đảng , Hiếu Minh Đế đột nhiên đổi ý, lại hạ mật chiếu, lệnh cho ông dừng lại.
Ngày 29 tháng 2 năm Vũ Thái thứ nhất (528), Hiếu Minh Đế bị Hồ thái hậu hạ độc sát hại, đột ngột qua đời, hưởng dương 19 tuổi. Nhĩ Chu Vinh nghe tin thì nổi giận, liền bàn bạc với Nguyên Thiên Mục, một mặt chuẩn bị tiến quân đến Lạc Dương, một mặt dâng biểu kết tội Trịnh Nghiễm, Từ Hột đầu độc Hoàng đế, yêu cầu giết chết Trịnh, Từ để dẹp nỗi bất bình của thiên hạ. Hồ thái hậu phái em họ của ông là Nhĩ Chu Thế Long, đang làm Trực các tướng quân, đến Tấn Dương an ủi, khuyên giải. Vinh muốn giữ Thế Long ở lại, Thế Long nói: "Trung ương đối với ngài đã có hoài nghi, vì thế họ phái tôi đi trước, như bây giờ ngài giữ tôi ở lại, khiến cho trung ương đề cao cảnh giác, họ sẽ có chuẩn bị, thì không phải là kế hay." Nhĩ Chu Vinh mới để Thế Long trở về.
Nhĩ Chu Vinh cùng Nguyên Thiên Mục bàn bạc, muốn ủng hộ Trường Lạc Vương Nguyên Tử Du, cháu nội của Hiến Văn Đế Thác Bạt Hoằng, lên ngôi. Ông phái cháu trai Nhĩ Chu Thiên Quang, thân tín Hề Nghị, thị tòng Vương Tương bí mật đến Lạc Dương trao đổi ý kiến với Nhĩ Chu Thế Long. Bọn Thiên Quang đến gặp Nguyên Tử Du, bày tỏ nỗi lòng của Nhĩ Chu Vinh, Nguyên Tử Du nhận lời.
Bọn Thiên Quang trở về Tấn Dương, Nhĩ Chu Vinh vẫn còn do dự, chưa dám quyết định. Ông cầu khấn thần minh, bèn dùng đồng đúc tượng của 6 người cháu trai của Hiến Văn Đế, chỉ có tượng của Nguyên Tử Du đúc xong. Ông liền từ Tấn Dương khởi binh nam hạ, Nhĩ Chu Thế Long cũng trốn khỏi Lạc Dương, đến Thượng Đảng cùng ông hội họp.

#### Tiến về Lạc Dương
Linh thái hậu rất sợ hãi, triệu tập các thân vương, công tước vào cung, nhưng bọn họ đều căm ghét bà ta, không ai nói gì cả. Linh thái hậu đành làm theo đề xuất của Từ Hột, đưa quân đóng giữ những nơi hiểm yếu. Triều đình lệnh cho Hoàng môn thị lang Lý Thần Quỹ làm đại đô đốc, cùng Trịnh Quý Minh, em họ Trịnh Nghiễm là Trịnh Tiên Hộ đưa quân bảo vệ cầu lớn của Hoàng Hà; Vũ Vệ tướng quân Phí Mục giữ bến Tiểu Bình.
Nhĩ Chu Vinh đến Hà Nội, lại phái Vương Tương bí mật đến Lạc Dương, nghênh tiếp Nguyên Tử Du. Ngày 9 tháng 4, Tử Du cùng anh trai Bành Thành vương Nguyên Thiệu, em trai Bá Thành công Nguyên Tử Chính, từ Cao Chử (một hòn đảo nhỏ của Hoàng Hà) sang bờ bắc Hoàng Hà. Ngày 10, Tử Du cùng Nhĩ Chu Vinh gặp mặt tại Hà Dương, các tướng sĩ tung hô vạn tuế. Ngày 11, Nguyên Tử Du đăng cơ lên ngôi Hoàng đế, là Bắc Ngụy Hiếu Trang Đế, phong Nguyên Thiệu làm Vô Thượng vương, Nguyên Tử Chính làm Thủy Bình vương, Nhĩ Chu Vinh làm Sứ trì tiết, Thị trung, Đô đốc trung ngoại chư quân sự, Đại tướng quân, Khai phủ, kiêm Thượng thư lệnh, Lĩnh quân tướng quân, Lĩnh tả hữu, Thái Nguyên vương, thực ấp 2 vạn hộ.
Trịnh Tiên Hộ là bạn cũ của Nguyên Tử Du, nghe tin Tử Du lên ngôi, cùng Trịnh Quý Minh mở cửa thành Bắc Trung nghênh đón. Lý Thần Quỹ đưa quân đến Hoàng Hà, nghe tin thành Bắc Trung thất thủ, lập tức trốn về. Phí Mục cũng vất bỏ quân đội, đầu hàng Nhĩ Chu Vinh. Tin xấu liên tiếp truyền về kinh, lòng người đại loạn. Từ Hột giả truyền thánh chỉ, chiều tối mở cửa cung, lấy 17 con ngự mã, chạy về phía đông đến Duyện Châu; Trịnh Nghiễm cũng trốn về Khai Phong. Linh thái hậu không biết làm sao, triệu tập toàn thể cơ thiếp của Hiếu Minh Đế, lệnh cho họ xuất gia làm ni cô, bà cũng tự mình cạo đầu.

### Thảm sát Hà Âm, không dám thoán ngôi

#### Thảm sát Hà Âm
Nhĩ Chu Vinh truyền lời đến kinh thành, lệnh cho bá quan văn võ nghênh đón Hoàng đế. Ngày 12 tháng 4, bá quan đem ngọc tỷ, pháp giá đến cầu lớn của Hoàng Hà nghênh đón Hiếu Trang Đế. Ngày 13 tháng 4, Nhĩ Chu Vinh soái kỵ binh tiến vào Lạc Dương, lùng bắt Linh thái hậu và Nguyên Chiêu, đưa đến Hà Âm. Linh thái hậu gặp Nhĩ Chu Vinh, hết sức giải thích, biện hộ cho hành vi của mình. Ông không thèm nghe, phất tay áo bỏ đi, sai người ném Linh thái hậu và Nguyên Chiêu xuống sông Hoàng Hà cho chết đuối.
Phí Mục bí mật kiến nghị với Nhĩ Chu Vinh: "Quân đội của ngài, nhiều không quá 1 vạn, bây giờ rong ruổi đường xa, thẳng tiến Lạc Dương, không gặp sự kháng cự đáng kể nào, vì thế không có chiến thắng nào để giương oai, nhiều người trong lòng sẽ không phục." Ông ta hiến kế cho Nhĩ Chu Vinh, dùng danh nghĩa xử phạt để bày ra một cuộc tru sát toàn bộ văn võ bá quan, rồi lập ra phe cánh của riêng mình ở triều đình. Sau này ông trở về phương bắc, không thể tùy tiện qua lại Thái Hành sơn, cũng không sợ trung ương phát sinh biến cố gì! Nhĩ Chu Vinh đồng ý, hỏi ý kiến của thân tín là Mộ Dung Thiệu Tông. Thiệu Tông can ngăn, cho rằng việc làm này sẽ khiến nhân dân cả nước thất vọng. Ông không nghe.
Nhĩ Chu Vinh mời Hiếu Trang Đế dạo chơi ven bờ tây Hoàng Hà, đến Đào Chử (tây bắc Hà Âm). Ông đưa văn võ bá quan ra thành nghênh đón, đến phía tây bắc của hành cung, nói rằng cần phải tế thiên thần. Mọi người tập hợp xong, ông đưa 2000 kỵ binh vây kín bốn phía, rồi lớn tiếng chỉ trích: "Thiên hạ đại loạn, hoàng đế (Hiếu Minh Đế) bị sát hại, đều là do quan viên tham ô tàn bạo, ngược đãi nhân dân, không biết phò tá hoàng đế."
Ông hạ lệnh đánh giết, kỵ binh xông lên, văn võ bá quan đều bó tay chịu chết dưới lưỡi đao vó ngựa. Thừa tướng Cao Dương vương Nguyên Ung, Tư không Nguyên Khâm, Nghi đồng tam tư Nghĩa Dương vương Nguyên Lược, cháu của danh tướng Vương Tuệ Long thời Thái Vũ Đế là Hoàng môn lang Vương Tuân Nghiệp,… hơn 2000 người bị giết hại. Còn hơn 100 quan viên đến sau, Nhĩ Chu Vinh tha cho họ.

#### Không dám thoán ngôi
Nhĩ Chu Vinh lại lệnh cho quân đội tuyên truyền: "Họ Nguyên diệt, họ Nhĩ Chu hưng!" Mọi người đều hô vang vạn tuế. Nhĩ Chu Vinh phái vài chục võ sĩ, đến thẳng hành cung, gặp lúc Hiếu Trang Đế cùng Vô Thượng vương Nguyên Thiệu, Thủy Bình vương Nguyên Tử Chính ra khỏi trướng xem xét. Từ trước, Nhĩ Chu Vinh đã phái người Tịnh Châu là Quách La Sát, người bộ lạc Sắc Lặc là Bắc Liệt Sát Quỷ làm thị tòng bên cạnh Hiếu Trang Đế, trá xưng là bảo vệ chặt chẽ. Hai người ôm lấy Hiếu Trang Đế, kéo ông ta vào trong trướng. Ở bên ngoài, võ sĩ liền chém chết Nguyên Thiệu và Nguyên Tử Chính. Đến canh tư, Nhĩ Chu Vinh lại phái người đưa Hiếu Trang Đế về nghỉ ở doanh trại đặt tại cầu lớn Hoàng Hà.
Hiếu Trang Đế vừa buồn rầu vừa uất ức, phái người nói với Nhĩ Chu Vinh, muốn nhường ngôi cho ông. Cao Hoan khuyên ông nhận lời, Hạ Bạt Nhạc thì can ngăn. Nhĩ Chu Vinh do dự, bèn dùng đồng đúc tượng của chính mình, trước sau 4 lần, đều không xong. Người Yên Quận là Công tào tham quân Lưu Linh Trợ, giỏi chiêm bốc, rất được Nhĩ Chu Vinh tín nhiệm, cũng cho rằng thiên thời, nhân hòa đều không thuận. Nhĩ Chu Vinh nói: "Nếu ta không làm được, thì ủng hộ Nguyên Thiên Mục!" Lưu Linh Trợ nói: "Nguyên Thiên Mục cũng không làm được, chỉ có Trường Lạc vương (Hiếu Trang Đế) đã được trời cao tuyển định."
Nhĩ Chu Vinh cũng hoảng hốt, không thể đứng vững, rất lâu sau mới tỉnh táo trở lại, hối hận mà nói rằng: "Đã đúc tượng không xong, đành lấy cái chết để tạ tội với triều đình." Hạ Bạt Nhạc xin giết Cao Hoan, để tỏ lòng với thiên hạ, ông không đồng ý.
Cuối canh tư, ông đưa Hiếu Trang Đế từ cầu lớn Hoàng Hà đến ngự doanh. Nhĩ Chu Vinh đợi trước đầu ngựa, quỳ xuống vái lạy, xin được chết.

### Dời đô không được, say rượu suýt chết

#### Dời đô không được
Kỵ binh bộ hạ của Nhĩ Chu Vinh tàn sát bá quan, không dám tiến vào Lạc Dương, bèn vận động việc dời đô, nhưng Nhĩ Chu Vinh hồ nghi không quyết, Vũ vệ tướng quân Phiếm Lễ khuyên ông tạm dừng việc đó lại.
Ngày 14 tháng 4, Hiếu Trang Đế được Nhĩ Chu Vinh hộ tống tiến vào Lạc Dương, tuyên bố đại xá. Hiếu Trang Đế nhất loạt thăng 5 cấp cho tướng sĩ của Nhĩ Chu Vinh, văn võ bá quan còn ở lại kinh sư đều được thăng 2 cấp, nhân dân được miễn thuế 3 năm. Nhưng văn võ bá quan còn sống sót đều bỏ trốn, chỉ có một mình Tán kỵ thường thị Sơn Vĩ đến tạ ơn. Có tin đồn Nhĩ Chu Vinh sẽ thả cho kỵ binh vào thành cướp bóc chém giết, nhân dân Lạc Dương chấn động sợ hãi, rối rít bỏ trốn, dân số trong thành 10 phần chỉ còn 1, 2. Quan viên, thủ vệ trong triều đình, nội cung đều không còn ai.
Nhĩ Chu Vinh dâng biểu nhận tội, xin truy tặng cho những người đã chết, Hiếu Trang Đế phê chuẩn, quan viên, dân chúng mới dần dần trở lại. Nhưng Nhĩ Chu Vinh vẫn muốn dời đô, Đô quan thượng thư Nguyên Kham hết sức can ngăn, làm cho Nhĩ Chu Vinh nổi giận, đem sự kiện Hà Âm ra dọa nạt, Nguyên Kham vẫn thản nhiên đối đáp. Hôm sau, Nhĩ Chu Vinh đành phải nhận sai với Hiếu Trang Đế, rồi không nói đến việc dời đô nữa.

#### Say rượu suýt chết
Ngày 1 tháng 5, Hiếu Trang Đế phong Nhĩ Chu Vinh làm Bắc Đạo đại hành đài. Nhĩ Chu Vinh vào cung, lại một lần nữa xin lỗi Hiếu Trang Đế về sự kiện Hà Âm. Hiếu Trang Đế tự mình ngăn cản không cho ông quỳ lạy, nói rằng không để bụng việc đó. Nhĩ Chu Vinh vô cùng vui vẻ, uống rượu đến say mèm, Hiếu Trang Đế muốn nhân cơ hội này giết chết ông, nhưng thị tòng ra sức can ngăn, đưa ông đến nghỉ ở Trung Thường Thị Tỉnh. Nhĩ Chu Vinh nửa đêm tỉnh dậy, biết mình rơi vào cảnh ngộ rất nguy hiểm, vô cùng kinh hãi, ngồi đợi trời sáng, không dám chợp mắt.
Con gái của Nhĩ Chu Vinh là phi tần của Hiếu Minh Đế. Nhĩ Chu Vinh muốn Hiếu Trang Đế lấy làm hoàng hậu, Hiếu Trang Đế do dự, Hoàng môn thị lang Tổ Oánh so sánh cuộc hôn nhân này với việc Tấn Văn công lấy con gái nước Tần thời Xuân Thu. Hiếu Trang Đế bèn đồng ý.
Ngày 5 tháng 5, Nhĩ Chu Vinh lên đường trở về Tấn Dương, sai Nguyên Thiên Mục đến đóng quân ở Lạc Dương. Ngày 10 tháng 7, Nhĩ Chu Vinh được phong làm Trụ quốc đại tướng quân, kiêm Lục thượng thư sư, còn lại như cũ.

### Đánh dẹp Cát Vinh, phân tán tàn quân

#### Bắt sống Cát Vinh
Thủ lĩnh nghĩa quân Tề đế Cát Vinh đưa quân bao vây Nghiệp Thành, nói phao lên rằng có trăm vạn quân, Tương Châu thứ sử Lý Thần Quỹ đóng chặt cửa thành cố thủ. Quân khởi nghĩa đưa kỵ binh đi thăm dò, vượt qua Cấp Quận, đến nơi nào cũng đốt phá, cướp bóc. Nhĩ Chu Vinh dâng sớ xin xuất binh thảo phạt, Hiếu Trang Đế phê chuẩn.
Tháng 9, Nhĩ Chu Vinh lệnh cho người cháu là thứ sử Tứ châu Nhĩ Chu Thiên Quang về Tấn Dương trấn thủ, tự mình soái lĩnh 7000 kỵ binh tinh nhuệ, mỗi kỵ binh đều mang thêm một con ngựa, đi xuyên qua Phũ Khẩu về phía đông, tiến vào đồng bằng Hà Bắc, do Hầu Cảnh đảm nhiệm tiền phong.
Cát Vinh hoành hành Hà Bắc từ năm trước, không có đối thủ, lần này lại chiếm ưu thế tuyệt đối về quân số, nghe tin quân triều đình đến, vui vẻ ra mặt, nói với mọi người: "Nhĩ Chu Vinh cũng dễ đối phó thôi, mỗi người đều cần chuẩn bị một sợ dây thừng dài, đợi sau khi bắt được bọn chúng sẽ trói lại." Ông ta ở phía bắc Nghiệp Thành, đắp lũy bày trận, dài mấy chục dặm, dang rộng đội hình mà tiến lên.
Nhĩ Chu Vinh đưa quân bí mật tiến vào hang núi, lấy 3 viên đốc tướng làm một tổ, mỗi tổ có vài trăm kỵ binh, lệnh cho bọn họ ở chỗ của mình, khuấy cho cát bụi bốc lên, đánh trống thật mạnh, reo hò thật lớn, khiến cho nghĩa quân không biết quân triều đình nhiều hay ít. Nhĩ Chu Vinh cho rằng: đánh giáp lá cà, người ngựa gặp nhau, dao không bằng gậy; vì thế hạ lệnh cho sĩ tốt mỗi người đều đem theo một cây gậy, đặt ở một bên yên ngựa; lại lo lắng trong lúc giao chiến sĩ tốt tranh nhau giết giặc lập công, ảnh hưởng đến việc đuổi theo, hạ lệnh không cho chặt đầu người (thời cổ đại dựa vào đầu người để tính quân công).
Bắt đầu giao chiến, Nhĩ Chu Vinh phát động đột kích, hiệu lệnh nghiêm khắc mà đơn giản, chiến sĩ đồng lòng hăng hái chiến đấu. Ông tự mình dẫn đầu, xông vào trận địch, rồi từ phía sau quân địch đánh ra, trong ngoài giáp công, đại phá quân khởi nghĩa, bắt sống Cát Vinh ngay trên chiến trường, toàn bộ quân khởi nghĩa đầu hàng.

#### Phân tán tàn quân
Nhĩ Chu Vinh vì quân khởi nghĩa quá nhiều, nếu như bắt bọn họ phân tán, chia cho các cánh quân, e ngại họ nghi ngờ sợ hãi, lại liên kết với nhau. Vì thế, ông hạ lệnh giải tán, lệnh cho bọn họ muốn lấy gì thì lấy, bạn bè thân thuộc, chiếu cố lẫn nhau, đi về địa phương nào đều có thể được. Quân khởi nghĩa rất vui mừng, một thoáng tản đi khắp nơi. Mấy chục vạn quân, chỉ trong một buổi sớm đã tan rã không còn ai. Đợi họ đi được trăm dặm, Nhĩ Chu Vinh thiết lập trạm thu nhận, tập hợp bọn họ lại, chia ra từng tổ, đưa đến các cánh quân, hoặc an trí họ ở nơi khác, khiến bọn họ mỗi người đều có được chỗ thích hợp. Lại tuyển chọn các thủ lĩnh nghĩa quân, dựa vào tài năng mỗi người, ủy nhiệm quan chức, khiến cho những người mới quy phụ đều được an định; người thời ấy đều khâm phục Nhĩ Chu Vinh đã xử lý nhanh nhẹn và chính xác.
Trước khi Nhĩ Chu Vinh đưa quân thảo phạt Cát Vinh, lệnh cho quân sĩ bày cuộc đi săn. Có hai con thỏ ở trước ngựa, ông bèn phóng ngựa giương cung mà thề rằng: "Trúng thì bắt được Cát Vinh, không trúng thì hỏng." Rồi buông dây thì trúng, ba quân hoan hô. Sau khi phá được nghĩa quân, ông lệnh cho người lập bia ở chỗ đó, gọi là "Song thỏ bi". Trong đêm trước khi giao chiến, mơ thấy một người đòi Cát Vinh một thanh Thiên ngưu đao, Cát Vinh không chịu. Người này tự xưng mình là Đạo Vũ Đế, Cát Vinh bèn dâng đao, người này đem giao cho Nhĩ Chu Vinh. Ông tỉnh dậy thì vui mừng, tự biết trận này chắc thắng.
Nhĩ Chu Vinh đem Cát Vinh nhốt vào xe tù, đưa về Lạc Dương. 5 châu Ký (Tín Đô), Định (Trung Sơn), Thương (Nhiêu An), Doanh (Quân Thành, Triệu Đô), Ân (Quảng A) đều được bình định. Khi ấy, Thượng Đảng Vương Nguyên Thiên Mục đóng quân ở phía nam Triều Ca , các cánh quân của Mục Thiệu, Dương Xuân đều chưa rời khỏi kinh sư, mà Cát Vinh đã bị tiêu diệt, đều quay trở về.
Ngày 17 tháng 9, Hiếu Trang Đế thăng Nhĩ Chu Vinh làm Đại thừa tướng, Đô đốc Hà Bắc, kì ngoại chư quân sự. Con trai của ông là Bình Xương Công Nhĩ Chu Văn Thù, Xương Nhạc Công Nhĩ Chu Văn Sướng đồng thời được phong vương. Ngày 12 tháng 10, con trai Nhĩ Chu Vinh là Nhĩ Chu Bồ Đề được phong Phiêu kỵ đại tướng quân, Khai phủ nghi đồng tam tư. Ngày 13 tháng 10, triều đình chỉ định 7 quận như quận Trường Lạc… mỗi quận 1 vạn hộ, cộng với phần đã được phong trước đó, cả thảy là 10 vạn hộ, làm thực ấp của Nhĩ Chu Vinh. Ngày 14 tháng 10, lại gia phong ông làm thái sư, đều là thưởng công Nhĩ Chu Vinh đã bắt được Cát Vinh.

### Hội quân cần vương, đẩy lùi quân Lương

#### Hội quân Trưởng Tử
Từ năm Kiến Nghĩa thứ nhất (528), Bắc Hải vương Nguyên Hạo chạy sang đầu hàng nhà Lương, được Lương Vũ Đế phong làm Ngụy vương. Triều đình cho rằng Hạo thế cô lực mỏng, không lấy làm lo lắng, mùa xuân năm Vĩnh An thứ 2 (529), chiếu lệnh Nguyên Thiên Mục đưa quân thảo phạt thủ lĩnh nghĩa quân Hán Vương Hình Cảo đang làm loạn ở Tam Tề , rồi mới quay lại đánh Hạo. Nguyên Hạo thấy đại quân chưa về, được quân nhà Lương hộ tống, thừa cơ đi tắt, chiếm được Lương Quốc, Cổ Hành mà tây tiến. Quân Lương do Trần Khánh Chi chỉ huy rất thiện chiến, khiến Huỳnh Dương, Hổ Lao đều không giữ được. Tháng 5, Hiếu Trang Đế chạy ra Hà Bắc.
Nhĩ Chu Vinh nghe tin, lập tức đến Trưởng Tử gặp Hiếu Trang Đế, một mặt điều binh khiển tướng, tự mình làm tiền phong, tiến về Lạc Dương. Trong vòng 10 ngày, các lộ binh mã cần vương đều đến tập kết, lương thực, vũ khí, xe cộ, khôi giáp,… lục tục chuyển đến.
Nhĩ Chu Vinh tiến đánh Hà Nội, Nguyên Thiên Mục sau khi dẹp được loạn Hình Cảo cũng vượt sông đến hội quân. Ngày 22 tháng 6, ông chiếm được Hà Nội, chém tướng giữ thành Tông Chính  Trân Tôn, Nguyên Tập. Hiếu Trang Đế đến Hà Nội.

#### Giành lại Lạc Dương
Nhĩ Chu Vinh cùng Nguyên Hạo cách sông đối địch. Hạo lệnh cho đô đốc An Phong vương Nguyên Duyên Minh men sông cố thủ. Trần Khánh Chi trong vòng 3 ngày, phát động 11 đợt công kích, sát thương quân Ngụy rất nhiều. Vinh vẫn chưa có thuyền, không thể vượt sông, muốn quay về phương bắc. Hoàng môn lang Dương Khản, Cao Đạo Mục đều cho rằng nếu đại quân trở về, sẽ làm cho thiên hạ thất vọng, tuyệt đối không thể làm thế. Lưu Linh Trợ cũng nói với ông: "Không quá 10 ngày, bờ nam Hoàng Hà sẽ phát sinh chiến loạn." Người Chánh Bình là Phục Ba tướng quân Dương Tiêu, cùng gia tộc của ông ta sống trên Mã Chử (một hòn đảo nhỏ giữa Hoàng Hà), có vài con thuyền nhỏ, xin làm hướng đạo.
Ngày 18 tháng 6 nhuận, Nhĩ Chu Vinh lệnh cho Nhĩ Chu Triệu, Hạ Bạt Thắng nhân đêm tối, từ mũi đá phía tây Mã Chử, bí mật vượt sông, tập kích đại doanh của Lĩnh quân tướng quân Nguyên Quán Thụ, con trai của Nguyên Hạo. Nguyên Quán Thụ bị bắt sống. Quân của Nguyên Duyên Minh nghe tin dữ, lập tức tan rã. Nguyên Hạo như sét đánh bên tai, không biết làm sao, chạy khỏi Lạc Dương trốn về phương nam. Trần Khánh Chi đưa vài ngàn kỵ bộ binh, kết thành trận thế, triệt thoái về phía đông. Nhĩ Chu Vinh đuổi theo, nhưng không kịp.
Ngày 21 tháng 6 nhuận, xa giá vượt sông. Hiếu Trang Đế ở Hoa Lâm Viên, phong Nhĩ Chu Vinh làm Xa kỵ tướng quân, Nghi đồng tam tư. Ngày 22, lại phong ông làm Thiên Trụ đại tướng quân, tăng thực ấp thêm 10 vạn hộ, ban cho 20 vạn tiền, một bộ Vũ Bảo, một bộ Cổ Xuy.

### Dẹp yên loạn lạc, khống chế triều đình

#### Dẹp yên loạn lạc
Trước đó, dư đảng của Cát Vinh là Hàn Lâu chiếm cứ U châu, triều đình muốn dẹp loạn Hình Cảo, nên trì hoãn thảo phạt ông ta. Nhĩ Chu Vinh sai Hạ Bạt Thắng giữ Trung Sơn, Hàn Lâu sợ uy danh của Thắng, không dám lấn thêm. Đến nay, Nhĩ Chu Vinh sai Tiêm Sơn  đô đốc Hầu Uyên thảo phạt Hàn Lâu, chỉ giao cho Hầu Uyên 700 kỵ binh. Có người hiềm rằng ít quân, Nhĩ Chu Vinh cho rằng Hầu Uyên giỏi lâm cơ ứng biến, nhưng không có năng lực chỉ huy đại quân, giao cho ông ta 700 người là đủ. Quả nhiên Hầu Uyên khéo dùng kế ly gián, dọa nạt khiến cho Hàn Lâu vứt bỏ quân đội, thành trì mà trốn chạy, bị Hầu Uyên bắt sống.
Khi ấy, Mặc Kỳ Sửu Nô, Tiêu Bảo Dần nhiễu loạn Quan Trung, thế lực cường thịnh. Nhĩ Chu Vinh sai người cháu là Nhĩ Chu Thiên Quang làm Sứ trì tiết, Đô đốc việc quân 4 châu Ung, Đông Ung, Kỳ, Nam Kỳ, Phiêu kỵ đại tướng quân, Ung Châu thứ sử, soái lĩnh Vũ Vệ tướng quân Hạ Bạt Nhạc làm Tả đại đô đốc, người Đại Quận là Chinh Tây tướng quân Hầu Mạc Trần Duyệt làm Hữu đại đô đốc cùng thảo phạt Sửu Nô. Vinh chỉ giao cho bọn Thiên Quang 1000 người, lấy binh mã các lộ ở tây Lạc Dương, giao cho họ chỉ huy. Hạ Bạt Nhạc đánh phá lưu dân Ba Thục khởi nghĩa ở Xích Thủy, thu lấy 2000 thớt ngựa, tuyển chọn tráng sĩ trong quân khởi nghĩa, đồng thời truy thu thuế ngựa, lấy thêm hơn 1 vạn thớt ngựa. Nhưng quân số vẫn là quá ít so với bọn Sửu Nô, Thiên Quang đến Ung Châu, lùi lại chưa dám đánh. Vinh cả giận, sai kỵ binh tham quân Lưu Quý dùng dịch mã đến thẳng quân doanh, phạt Thiên Quang 100 gậy, cho 2000 người đến tăng viện. Bọn Thiên Quang cả sợ, bèn tiến quân, liên tiếp thắng trận, bắt Sửu Nô, Bảo Dần, nhốt vào xe tù đưa về Lạc Dương. Thiên Quang lại bắt Vương Khánh Vân, Mặc Kỳ Đạo Nhạc, bình định xong Quan Tây. Tình hình loạn lạc ở Bắc Ngụy, đến đây thì chấm dứt.

#### Khống chế triều đình
Nhĩ Chu Vinh tuy ở Tấn Dương, vẫn khống chế được triều đình ở Lạc Dương, sắp đặt bè đảng thân tín ở bên cạnh Hiếu Trang Đế, dò xét động tĩnh, biết hết mọi chuyện lớn nhỏ. Nhĩ Chu Vinh từng gởi giấy cho Lại bộ, muốn dùng người của ông ta làm huyện lệnh Khúc Dương. Lại bộ thượng thư Lý Thần Tuấn thấy người đó tư cách quá kém, không nhận lời, mà phái một người khác đi nhậm chức. Vinh cả giận, sai người của ông đến Khúc Dương giành lấy quan chức. Nhĩ Chu Vinh xin cho người phương bắc làm thứ sử các châu ở nam Hoàng Hà, Hiếu Trang Đế không cho. Nguyên Thiên Mục đến gặp Hiếu Trang Đế khuyên giải, Hiếu Trang Đế vẫn cương quyết không cho. Vinh căm giận nói: "Thiên tử là do ta lập nên, ngày nay đã không muốn nghe lời ta rồi!"
Nhĩ Chu hoàng hậu là con gái của Nhĩ Chu Vinh, tính tình ganh ghét, ghen tuông. Hiếu Trang Đệ lệnh cho Nhĩ Chu Thế Long đến khuyên giải, nhưng Hoàng hậu cậy thế lực của cha mình, không thay đổi gì.
Hiếu Trang Đế bị Nhĩ Chu Vinh trong ngoài bức bách, luôn ấm ức không vui. Nhớ lại sự kiện năm xưa, Hiếu Trang Đế sợ Nhĩ Chu Vinh về sau trở mặt vô tình, bản thân cũng khó bảo toàn. Ông cùng với Thành Dương Vương Nguyên Huy và thị trung Lý Úc ngầm tính kế hại Nhĩ Chu Vinh. Thị trung Dương Khản và Thượng thư Hữu Bộc xạ Nguyên La cũng tham dự âm mưu này.

### Cậy mạnh về kinh, bị hại trong cung

#### Cậy mạnh về kinh
Đúng vào lúc đó, Nhĩ Chu Vinh xin về kinh, thăm hỏi Nhĩ Chu hoàng hậu sắp sinh nở. Nguyên Huy kiến nghị thừa lúc Nhĩ Chu Vinh vào cung, bắt lấy mà giết đi. Nguyên Huy Nghiệp lại sợ Vinh đề phòng cẩn thận, không thể làm được. Hiếu Trang Đế do dự, không dám quyết định. Quan viên, nhân dân Lạc Dương nghe tin Vinh sắp đến, rối rít bỏ trốn. Vinh bèn gởi cho quan viên trong triều mỗi người một bức thư, nói rằng: muốn ra đi hay ở lại, hoàn toàn tôn trọng ý nguyện của mỗi người, không hề miễn cưỡng. Trung thư xá nhân Ôn Tử Thăng đem lá thư trình lên cho Hiếu Trang Đế, Đế biết rằng Vinh không thể không về kinh, rất không vui.
Thượng thư Tả bộc xạ Nhĩ Chu Thế Long cảnh giác hành động của Hiếu Trang Đế, nhắc nhở với Nhĩ Chu Vinh. Nhưng Vinh cậy thế lực của mình lớn mạnh, xé nát thư của Thế Long, nhổ nước bọt mà nói: "Mật của Thế Long nhỏ như chuột, ai dám làm thế chứ?" Vợ của ông cũng khuyên ông không nên về kinh, ông không nghe.
Tháng 8 năm Vĩnh An thứ 3 (530), Nhĩ Chu Vinh đưa 5000 kỵ binh từ Tịnh Châu về kinh, mọi người đều nói: "Nhĩ Chu Vinh làm phản!", lại có lời đồn: "Thiên tử nhất định muốn giết Nhĩ Chu Vinh!"
Tháng 9, Nhĩ Chu Vinh đến Lạc Dương, Hiếu Trang Đế tính toán lập tức bắt lấy ông mà giết đi, nhưng lại sợ Nguyên Thiên Mục còn ở Tịnh Châu, sẽ thành hậu hoạn, không thể phát động, vì thế, hoàng đế triệu Nguyên Thiên Mục vào kinh. Có người cảnh cáo Nhĩ Chu Vinh: "Hoàng thượng muốn trừ bỏ ông!", Vinh lập tức tấu lên Hiếu Trang Đế, hoàng đế nói: "Người ta ngoài mặt đều nói đại vương muốn giết trẫm, tin thế nào được!?" Vinh tự cho là mình tuyệt đối an toàn, mỗi lần vào cung tấn kiến, chỉ mang theo vài chục vệ sĩ, mà không mang theo vũ khí. Hiếu Trang Đế muốn dừng việc ám sát Nhĩ Chu Vinh, Thành Dương vương Nguyên Huy khuyên cương quyết thi hành.

#### Bị hại trong cung
Ngày 15 tháng 9, Nguyên Thiên Mục đến Lạc Dương, Hiếu Trang Đế ra thành nghênh đón. Ngày 25 tháng 9, Hiếu Trang Đế đặt phục binh ở đông sương của điện Quang Minh, nói rằng hoàng hậu đã hạ sinh hoàng tử, sai Nguyên Huy cưỡi ngựa đến báo với Nhĩ Chu Vinh. Khi ấy, Vinh và Nguyên Thiên Mục đang đánh bạc, hoàng cung phái văn võ bá quan đến triệu Vinh, liên tiếp thúc giục, Vinh bèn tin là thực, cùng Nguyên Thiên Mục nhập triều.
Nhĩ Chu Vinh và Nguyên Thiên Mục lập tức vào cung, Hiếu Trang Đế đang ngồi ở đông sương, mặt nhìn về phương tây, Vinh và Thiên Mục ngồi ở bên phải, nhìn về hướng đông nam. Nguyên Huy lên điện, hành lễ làm hiệu, Quang lộc thiếu khanh Lỗ An, Điển ngự Lý Khản Hy rút đao, từ đông sương xông ra. Nhĩ Chu Vinh nhảy dựng lên, xông thẳng đến đánh Hiếu Trang Đế, Đế vung Thiên ngưu đao chém Vinh ngã xuống. Bọn Lỗ An huy đao chém bừa, Nhĩ Chu Vinh, Nguyên Thiên Mục cùng con trai Vinh là Bồ Đề, Xa kỵ tướng quân Nhĩ Chu Dương Đổ,… hơn 30 người theo Vinh vào cung đều bị phục binh giết chết.
Hiếu Trang Đế nhặt cái hốt của Nhĩ Chu Vinh lên xem, thấy trên mặt có ghi mấy điều, đều là tên những tả hữu của hoàng đế đã bị bài trừ hoặc đang được nhiệm dụng, không phải là tâm phúc của Vinh, đều phải trục xuất khỏi cung đình. Hiếu Trang Đế nói: "Tên vô lại này nếu như sống qua khỏi ngày hôm nay, sẽ không tài nào chế phục hắn được!"
Nhĩ Chu Vinh bị giết khi mới 38 tuổi. Tin tức truyền ra, trong triều ngoài nội, ai cũng vui mừng.

## Đánh giá

### Ham thích săn bắn, tính cách tàn bạo
Nhĩ Chu Vinh yêu thích săn bắn, không quản xuân hạ thu đông, mỗi lần hoàn thành vòng vây, đều lệnh cho quan quân hành động chỉnh tề theo hiệu lệnh; chẳng may có một con hươu thoát khỏi vòng vây, ắt có vài người mất mạng. Từng có một binh sĩ, thấy cọp thì sợ hãi bỏ chạy, Nhĩ Chu Vinh hỏi anh ta: "Ngươi sợ chết à?" rồi lập tức chém đầu. Vì thế, mỗi lần đi săn, sĩ tốt đều như ở chiến trường. Từng có lần phát hiện một con cọp trong hang núi, Vinh lệnh cho mười người tay không đến bắt, nhưng không được làm bị thương con cọp, có vài người chết dưới miệng cọp dữ mới bắt được.
Nhĩ Chu Vinh xem việc săn bắn là một niềm vui, chỉ có bộ hạ của ông là vô cùng khổ sở. Nguyên Thiên Mục can ngăn, Vinh cho rằng săn bắn cũng là luyện binh, không nghe.

### Công sánh Tào Tháo, tội tày Đổng Trác
Nhĩ Chu Vinh là một quân sự gia kiệt xuất, nhưng ông không phải là chính trị gia, quyền mưu gia. Chịu ảnh hưởng của Ngụy thư, người đời sau đánh giá ông: Công sánh Tào Tháo, tội tày Đổng Trác.
Đối với chính sự, dân tình, ông chẳng quan tâm, chỉ biết dùng vũ lực giải quyết vấn đề. Đối với việc bổ nhiệm quan lại, Nhĩ Chu Vinh xin cho ai thì không được không thành công, ông từng phái người của mình đi giành lấy quan chức, đuổi đi người mà triều đình mới bổ nhiệm.
Nhĩ Chu Vinh xem trọng nhân tài, đã thu dụng anh em Hạ Bạt (Doãn, Nhạc), Cao Hoan, Vũ Văn Thái,… nhận lời Hạ Bạt Thắng mà tha cho Úy Khánh Tân; nhưng chỉ thực sự trọng dụng con cháu họ Nhĩ Chu. Thời bấy giờ gọi là Nhĩ Chu ngũ hổ: các em họ là Thế Long, Độ Luật, Trọng Viễn; cháu trai là Triệu và Thiên Quang. Ông từng phái Hạ Bạt Nhạc chinh thảo Mặc Kỳ Sửu Nô, Tiêu Bảo Dần, nhưng Nhạc lo sợ, thông qua anh trai là Hạ Bạt Thắng đề cử Nhĩ Chu Thiên Quang. Chinh thảo Sửu Nô, Bảo Dần rồi Vương Khánh Vân, Vạn Sĩ Đạo Nhạc sau này, công lớn nhất phải thuộc về Nhạc.
Sau sự kiện Hà Âm, quan dân Lạc Dương sợ hãi, rối rít bỏ trốn. Quan viên không có, trực vệ trống rỗng, sĩ tử trong thành mười phần không còn được một. Sau đó, ông bổ nhiệm thân tín của mình nắm lấy các chức vụ quan trọng, khiến cho tình hình triều chính của Bắc Ngụy càng thêm hỗn loạn.
Nhĩ Chu Vinh chính là người đã đào mồ chôn cho vương triều Bắc Ngụy, đẩy nhanh vương triều này đến bờ diệt vong, có tác dụng thúc đẩy lịch sử phát triển.

## Con trai
Nhĩ Chu Bồ Đề: Cuối thời Hiếu Minh Đế, được phong làm Vũ lâm giám. Đầu thời Hiếu Trang Đế, nhờ công lao của cha mình, làm Tán kỵ thường thị, Bình Bắc tướng quân, Trung thư lệnh. Chuyển làm Thái thường khanh, được thăng làm Phiêu kỵ đại tướng quân, Khai phủ nghi đồng tam tư, gia phong thị trung, đặc tiến. Khi mất mới 14 tuổi. Đầu thời Tiền phế đế Nguyên Diệp, truy tặng thị trung, Phiêu kỵ đại tướng quân, Tư đồ công, Ký Châu thứ sử, thụy là Huệ.
Em Bồ Đề là Xoa La: Đầu thời Hiếu Trang Đế, được phong làm Tán kỵ thường thị, Vũ Vệ tướng quân. Ban đầu được tập tước Lương quận công, lại tiến tước làm vương. Khi mất, truy tặng Thị trung, Xa kỵ tướng quân, Tư không công, Ung Châu thứ sử.
Em Xoa La là Văn Thù: Đầu thời Hiếu Trang Đế, được phong Bình Xương quận Khai quốc công, tiến tước làm vương. Đầu thời Đông Ngụy Hiếu Tĩnh Đế, tập tước của cha làm Thái Nguyên Vương. Mất ở Tấn Dương khi mới được 9 tuổi.
Em Văn Thù là Văn Sướng, ban đầu được phong Xương Nhạc quận Khai quốc công, thực ấp 2000 hộ. Nhờ công phá Cát Vinh của cha mình, tiến tước làm vương, tăng ấp ngàn hộ. Được phong Tán kỵ thường thị, Phủ quân tướng quân. Sau đó được phong làm Tứ Châu thứ sử, vẫn giữ chức tướng quân như cũ, gia phong Khai phủ nghi đồng tam tư. Mùa xuân năm Vũ Định thứ 3 (545), bị buộc tội cùng Đông Quận thái thú Nhâm Trụ mưu phản, bị giết khi mới 18 tuổi.